# Monastère Notre-Dame-de-la-Victoire
 (avril 2024).
Le monastère Notre-Dame-de-la-Victoire est un édifice religieux recevant des religieuses bénédictines de 1611 à Saint-Malo (dans l'actuel département d'Ille-et-Vilaine), dont il ne reste au XXIe siècle que la chapelle prieurale et quelques vestiges.

## Situation
Ce monastère, ou couvent, était situé en bordure de l'enceinte nord des remparts, entre le bastion du fort de la Reine et la tour Bidouane, rue du Château-Gaillard, et du Chat-qui-Danse, rue de la Victoire, là où en 2023 se trouve encore l'École nationale maritime[Information douteuse] au 1 et 4, rue Saint-Benoît.

## Histoire des lieux avant le monastère
Le roi Charles IX ordonne la démolition du château Gaillard de Saint-Malo dès 1573, dont des éléments servent à la construction du couvent des religieuses bénédictines.
Après  les guerres de Religions, la Contre-Réforme est marquée par la fondation de très nombreuses communautés religieuses. Ne voulant pas d'un roi protestant, les Malouin se déclarent indépendants du 11 mars 1590 au 4 octobre 1594, mais Henri IV se convertit en 1593.

## Historique
En octobre 1615, quatre jeunes femmes — Servianne le Gobien (dame de Ponthay), Françoise Porée, Jeanne Gaultier et Perrine Groult — issues des meilleures familles de Saint-Malo demandent à Guillaume Le Gouverneur (1573-1630), le nouvel évêque de Saint-Malo (de 1610 à 1630) la possibilité de fonder un monastère dans Saint-Malo intra-muros à  proximité de la cathédrale, avec les ruines du château Gaillard déjà en grande partie démoli, pour le placer sous la règle de Saint-Benoît.
L'évêque donne plus facilement son accord, ayant récemment auprès de lui Guillaume Gifford, dit Gabriel de Sainte-Marie, directeur des bénédictins anglais. La première pierre est posée en 1616 et six ans plus tard, le 27 février 1622, l'église est consacrée par le même évêque et placée sous le vocable de Notre-Dame-de-la-Victoire en souvenir de la bataille navale de Lépante qui en 1571 donna la victoire des armées catholiques contre les Turcs.
Entre temps, en 1620, il demande à Marie de Beauvilliers, abbesse de l'abbaye de Montmartre de lui dépêcher deux religieuses bénédictines professes pour prendre en main la direction de l'établissement. Celle-ci lui envoie en 1621 Renée de Vanssay qui devient la première prieure, et Catherine Mesmin.
En 1792, lors de l'expulsion des religieuses, le monastère est sauvé de la démolition car récupéré par l'armée. Il ne restait dans le couvent que 20 religieuses. Les lieux deviennent une prison pour femmes en 1794.

## Architecture

### Chapelle priorale
Avec le chœur de l'église ouvrant du côté nord par une arcade communiquant jadis avec le chœur des religieuses assistants aux offices derrière la grille de clôture qui a été restituée, les baies furent restaurées du côté de la rue de la Victoire, et toutes sont dotées de vitraux à bornes évoquant la dédicace.
La clef de voûte portait la date de 1710.
Dans la tribune de la chapelle se trouve une peinture murale de L'Annonce aux bergers, classé monument historique le 24 mars 1962 (cadastre. A.11).

### Cloître
Il ne reste plus au XXIe siècle que quelques éléments d'arcades de l'ancien cloître remontés dans le bâtiment reconstruit de l'École nationale de la marine marchande.

### Bâtiments conventuels
Une grande partie de la ville est détruite par l'incendie du 27 octobre 1661.
Durant la Révolution, les bâtiments sont transformés en prison pour femmes en 1791, puis en caserne en 1795.

## Armoiries
- « De sinople à un saint Benoît d'or »[2]

## Prieures
- 1621-XVIIe siècle : Renée de Vanssay, religieuse provenant de l'abbaye de Montmartre.

## Personnalités et religieuses célèbres
- Guillaume Le Gouverneur (évêque).
- Céleste Buisson de la Vigne (1791).
- François René de Chateaubriand.